# Дуб черешчатый
Дуб чере́шчатый, или Дуб ле́тний, или Дуб обыкнове́нный, или Дуб англи́йский (лат. Quércus róbur) — типовой вид рода Дуб (Quercus) семейства Буковые (Fagaceae); крупное дерево, достигающее в высоту 30—40 м, образующее широколиственные леса (дубравы) на юге лесной и в лесостепной зонах.
Вид внесён в Красную книгу Международного союза охраны природы, имеет в ней статус «Находятся под наименьшей угрозой» (LC).
Дуб черешчатый — официальная цветочная эмблема шведской провинции Блекинге.

## Название
Видовой эпитет «черешчатый» этот вид получил за длинные плодоножки, отличающие его от других видов.

## Ботаническое описание

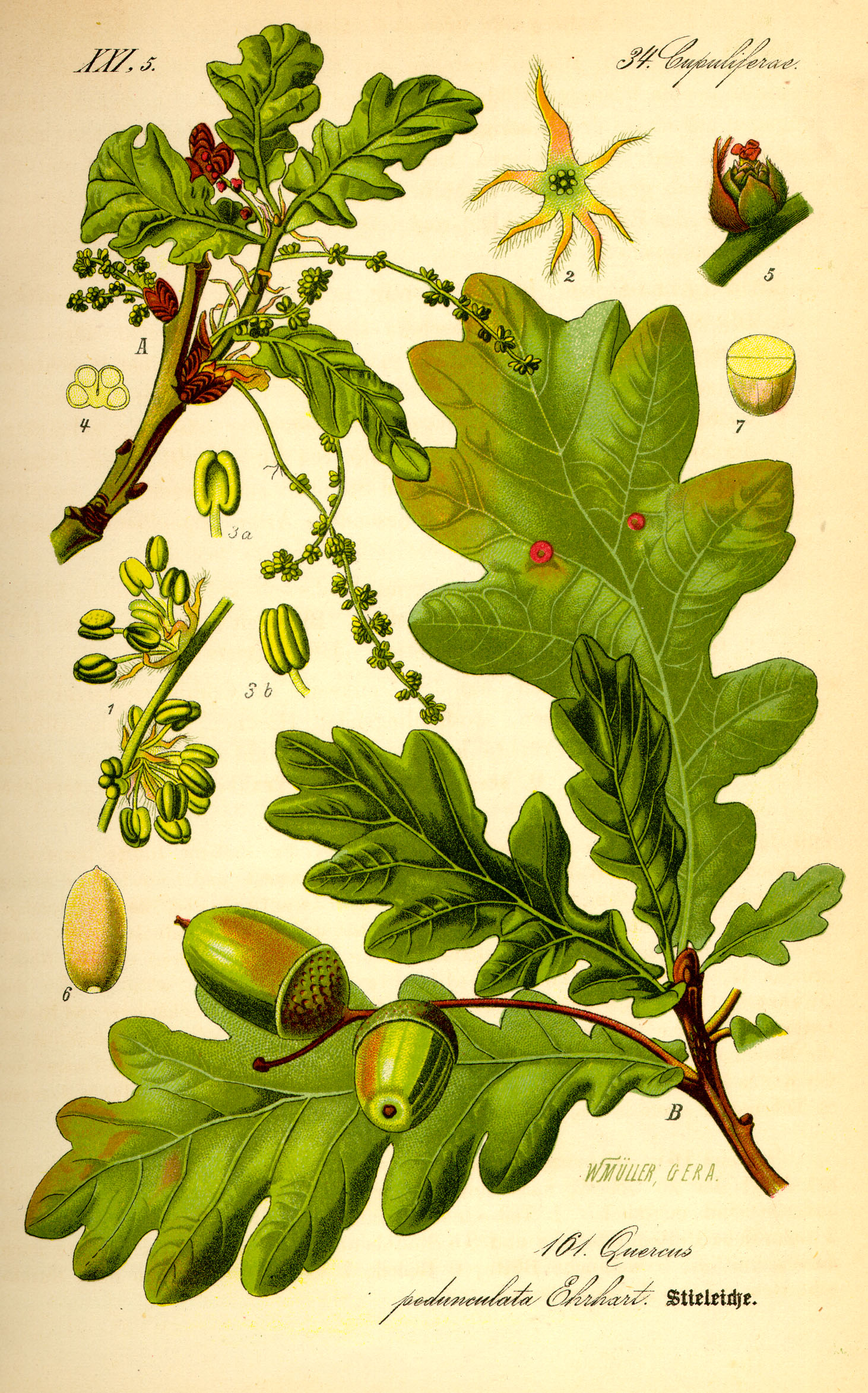

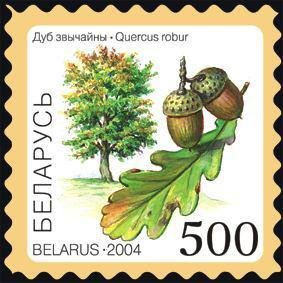
На почтовой марке Белоруссии, 2004

Крупное, обычно сильно ветвящееся дерево с огромной кроной и мощным стволом. Достигает высоты 20–40 м. Может дожить до 2000 лет, но обычно живёт 300–400 лет. Рост в высоту прекращается в возрасте 100–200 лет; прирост в толщину, хоть и незначительный, продолжается всю жизнь. Вероятно, старейшим представителем следует считать Стелмужский дуб с окружностью ствола 13 м в Литве. Его возраст, по разным оценкам, — от 700 до 2000 лет.
Корневая система состоит из очень длинного стержневого корня; с шести—восьми лет начинают развиваться боковые корни, тоже уходящие глубоко в землю.
Крона густая шатроподобная или широкопирамидальная, асимметричная, раскидистая, с крепкими ветвями и толстым стволом (до 3 м в диаметре). У молодых деревьев ствол неправильный, коленчатый, с возрастом становится прямым и цилиндрическим. В сомкнутых насаждениях кроны меньше и стволы более стройные (до 1 м в диаметре). Диаметр кроны до 20 м, площадь её проекции достигает ~400м².
Кора тёмно-серая, черноватая, толстая. У молодых дубков кора серая, гладкая. На 20–30-м году на коре образуются более-менее глубокие трещины. У деревьев, выросших на свободе, кора до 10 см толщины.
Молодые побеги пушистые, бурые или красновато-серые, блестящие, с бурыми пятнами и слегка продолговатыми чечевичками.
Почки тупо-пятигранные, 5 мм длиной и 4 мм шириной, боковые немного мельче и отстоящие; чешуйки многочисленные, пятирядные, округлённые, бурые, голые и лишь по краю реснитчатые. Все почки обычно яйцевидные, почти шарообразные, светло-бурые, на вершине округлённые или тупо заострённые, листовой рубец с 7—15 следами. Верхушечные почки окружены, большей частью, несколькими боковыми.

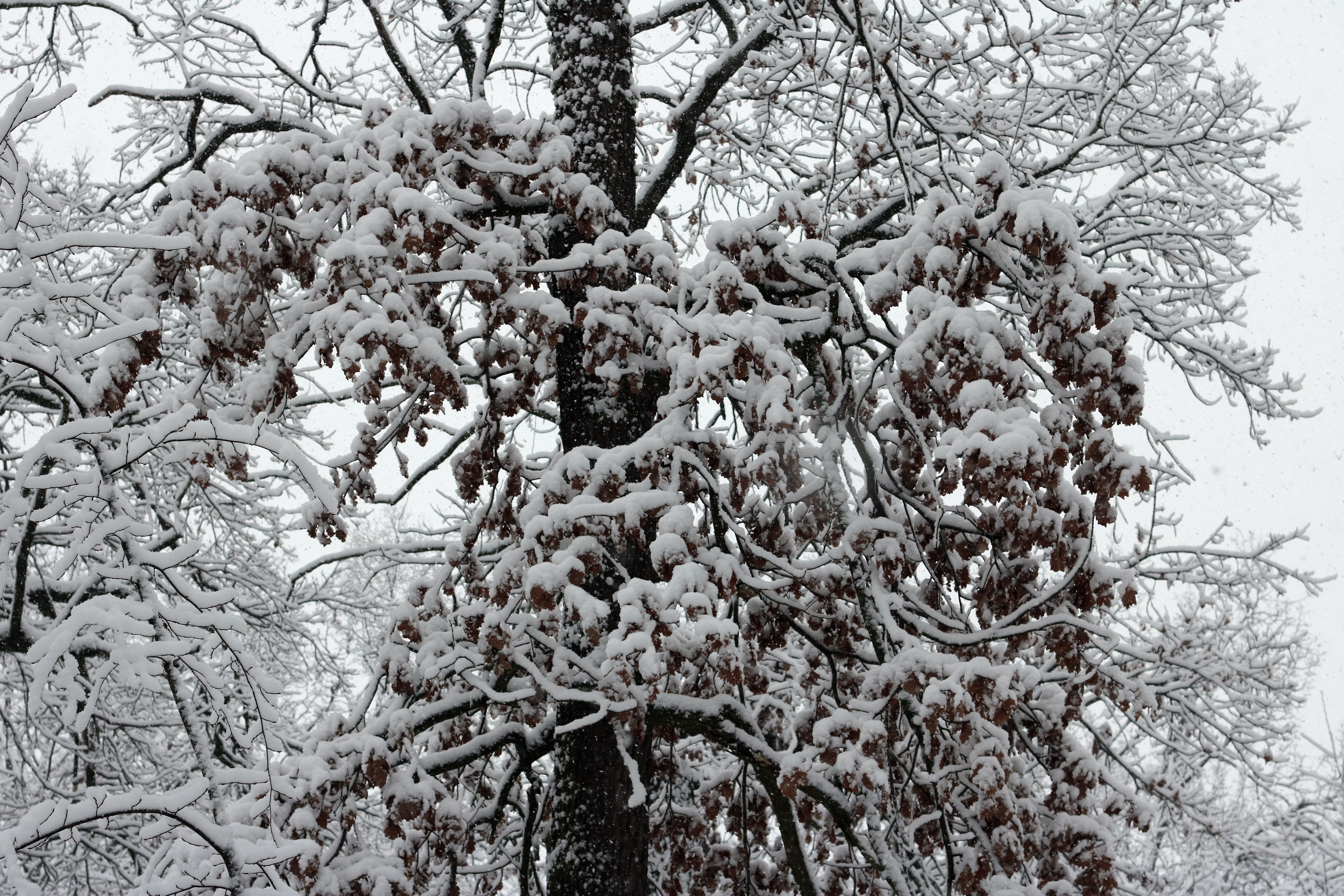
«дуб зимний» в декабре. Листья высохли, но не опали

Листорасположение очерёдное, на вершине веток в виде пучков. Листья продолговатые, продолговато-обратнояйцевидные, книзу суженные или сердцевидные, часто с ушками, на вершине тупые или выемчатые, перистолопастные, крупные (40–150 мм длиной, 25–70 мм шириной), с четырьмя—семью лопастями, твёрдые, почти кожистые, сверху тёмно-зелёные, блестящие, снизу желтоватые или зелёные, с сильно выдающимися более светлыми жилками, голые с обеих сторон, с короткими черешками длиной до 10 мм, на зиму всегда опадающие. Лопасти тупые, округлые, вырезы между ними неглубокие.
|                                                     |
|                                                     |
| Сверху вниз: листовые почки, осенняя окраска листвы |

Цветки раздельнополые. Цветение начинается у деревьев возрастом от 40 до 60 лет, вместе с распусканием листьев — обычно в мае. Растение однодомное. Тычиночные цветки собраны в длинные свисающие серёжки 20–30 мм длиной, с десятью и более цветками, по два—три вместе или одиночно на вершинах прошлогодних побегов или в нижней части молодых побегов. Каждый цветок сидит удалённо от другого, поэтому между ними ясно виден цветонос, имеет пяти- или семираздельный, по краям бахромчатый, перепончатый, зеленоватый околоцветник, а также пять—шесть и более (до 12) тычинок с короткими нитями и жёлтыми крупными пыльниками. Женские цветки обычно располагаются на молодых побегах выше мужских, собраны в мелкие по два—три вместе на отдельном красноватом стебельке, имеют шестираздельный, по краям красноватый околоцветник, окружённый волосистыми зелёными, на вершине красноватыми чешуйками, представляющими собой будущую плюску. Завязь трёхлопастная, красного цвета, рыльце нитевидное, немного выдающееся наружу. Гнёзда в завязи формируются только после опыления, в числе трёх, с двумя семязачатками в каждом. Из каждой завязи обычно развивается только по одному жёлудю. Жёлуди висят попарно, реже — по одному—пять на стебельке до 80 мм длиной.
Формулы цветков: {\displaystyle \mathrm {\ast \;P_{(4-8)}\;A_{4-12}} }; {\displaystyle \mathrm {\ast \;P_{(8)}\;G_{({\overline {3}})}} }.
Плод — орех (жёлудь) голый, буровато-коричневый (1,5–3,5 см длиной и 1,2–2 см в диаметре), на длинной (3–8 см) плодоножке. Жёлудь размещён в блюдце, или чашевидной мисочке — плюске (0,5–1 см длиной). Плоды созревают в сентябре — октябре.
Известны две формы дуба обыкновенного — ранняя и поздняя. У ранней («дуб летний») листья распускаются в апреле — мае и на зиму опадают, а у поздней («дуб зимний») распускаются на две—четыре недели позднее. Одновременно с распусканием листьев дуб цветёт. Опыляется ветром. Листья опадают позже, чем у многих других деревьев, в конце сентября — октябре. На молодых растениях дуба зимнего листья осенью буреют, но остаются на дереве иногда на всю зиму.
Жёлуди обладают хорошей всхожестью, распространяются птицами, главным образом сойками. До восьми—десяти лет сеянцы растут медленно, позже средний прирост в высоту составляет 30—35 см в год, а временами — 1–1,5 м в год. В середине лета трогаются в рост вторичные («Ивановы») побеги. Рост в высоту продолжается до 120–200 лет. Возобновление обеспечивается также пнёвой порослью. Большинство современных дубрав порослевого происхождения. Дуб рано развивает мощную корневую систему, что позволяет ему использовать большой объём почвы и противостоять ветровалу. Одиночно стоящие деревья начинают плодоносить с 40–60 лет, в сомкнутых насаждениях — ещё позже.

### Геном
Число хромосом — 2n = 24. Геном состоит примерно из 1,5 млрд пар оснований и содержит приблизительно 50 тысяч генов. В 2012 году во Франции стартовал проект по полной расшифровке генома дуба черешчатого; в 2015 году расшифровка генома была завершена. Встречаются также формы с геномом 2n = 22 и 2n = 36.

## Распространение и экология
Широко распространён в Западной Европе и европейской части России, встречается на севере Африки и в западной Азии. Северная граница ареала проходит по южной Финляндии и северу Ленинградской области, при этом на западном побережье Норвегии, ввиду влияния Гольфстрима, она достигает 65-й параллели. По мере продвижения на восток граница ареала резко сдвигается к югу, а в Сибири в настоящее время в естественных условиях не встречается. Восточными пределами ареала дуба черешчатого служат водораздел рек Волги и Урала (возвышенность Общий Сырт), а также долины рек Юрюзани и Сылвы. Широко используется в полезащитном лесоразведении.
Интродуцирован на северо-востоке Северной Америки.
Дуб обыкновенный — одна из основных лесообразующих пород широколиственных лесов Европы, а также сообществ европейской лесостепи; растёт рядом с грабом, ясенем, липой, клёном, вязом, буком, берёзой, елью, пихтой, сосной и некоторыми другими деревьями. В средней лесной зоне крупных массивов не образует.
В таёжной зоне растёт по долинам рек, южнее на водоразделах в смешанных лесах с елью; в зоне широколиственных лесов и лесостепи образует дубовые леса или дубравы с примесью липы, клёна, вяза; в степной зоне — по оврагам, балкам, в поймах рек. Довольно теплолюбивая порода, поэтому не идет далеко на север и высоко в горы. Страдает от поздних весенних заморозков, не выносит затенения сверху, но боковое притенение стимулирует рост подроста. Требователен к почвенному плодородию, наилучшие древостои — на мощных серых лесных суглинистых почвах и деградированных чернозёмах. Запас древесины в них составляет 250–600 м³/га.

## Классификация

### Таксономия
Quercus robur L., 1753, Sp. Pl. : 996
Вид Дуб черешчатый относится к роду Дуб (Quercus) семейства Буковые (Fagaceae) порядка Букоцветные (Fagales). Таксономическая схема в соответствии с Системой APG IV по состоянию на декабрь 2023 года:
|  |                                      |  |                                   |                                   |                   |  | ещё 6 семейств | ещё 6 семейств |                    |  |  |  | еще 626 подтвержденных видов и 234 вида, ожидающих подтверждения |
|  |                                      |  |                                   |                                   |                   |  | ещё 6 семейств | ещё 6 семейств |                    |  |  |  | еще 626 подтвержденных видов и 234 вида, ожидающих подтверждения |
|  |                                      |  |                                   | порядок Букоцветные               |                   |  |                |                | род Дуб            |  |  |  |                                                                  |
|  |                                      |  |                                   | порядок Букоцветные               |                   |  |                |                | род Дуб            |  |  |  |                                                                  |
|  | отдел Цветковые, или Покрытосеменные |  |                                   |                                   | семейство Буковые |  |                |                | вид Дуб черешчатый |  |  |  |                                                                  |
|  | отдел Цветковые, или Покрытосеменные |  |                                   |                                   | семейство Буковые |  |                |                |                    |  |  |  |                                                                  |
|  |                                      |  | ещё 63 порядка цветковых растений | ещё 63 порядка цветковых растений |                   |  |                | еще 7 родов    | еще 7 родов        |  |  |  |                                                                  |
|  |                                      |  |                                   | ещё 63 порядка цветковых растений |                   |  |                |                | еще 7 родов        |  |  |  |                                                                  |

### Внутривидовые таксоны
- Quercus robur subsp. broteroana O.Schwarz
- Quercus robur subsp. brutia (Ten.) O.Schwarz
- Quercus robur subsp. imeretina (Steven ex Woronow) Menitsky — Дуб имеретинский
- Quercus robur subsp. pedunculiflora (K.Koch) Menitsky — Дуб ножкоцветный
- Quercus robur subsp. robur
  - = [syn. Quercus robur f. fastigiata (Lam.) O.Schwarz — Дуб черешчатый пирамидальный[11][12]]
  - = [syn. Quercus pedunculata Hoffm.]

### Знаменитые деревья
Продолжительность жизни дуба черешчатого — 400–500 лет, но известны деревья, имеющие возраст до 1000 и даже 1500 лет. По продолжительности жизни дуб стоит на одном из первых мест в растительном мире.
Среди дубов есть немало знаменитых деревьев. Наиболее известные: Дуб Кайзера, Запорожский дуб, Царь-дуб, Стелмужский дуб, дуб «Богатырь Тавриды», дуб-часовня, дуб Тамме-Лаури, Дуб-Майор (Шервудский лес). Возраст таких деревьев составляет несколько веков — например, Грюнвальдский дуб, растущий в городе Ладушкине Калининградской области, живёт более 800 лет, а Гранитскому дубу — достопримечательности Болгарии — уже более 1700 лет.

### Галерея

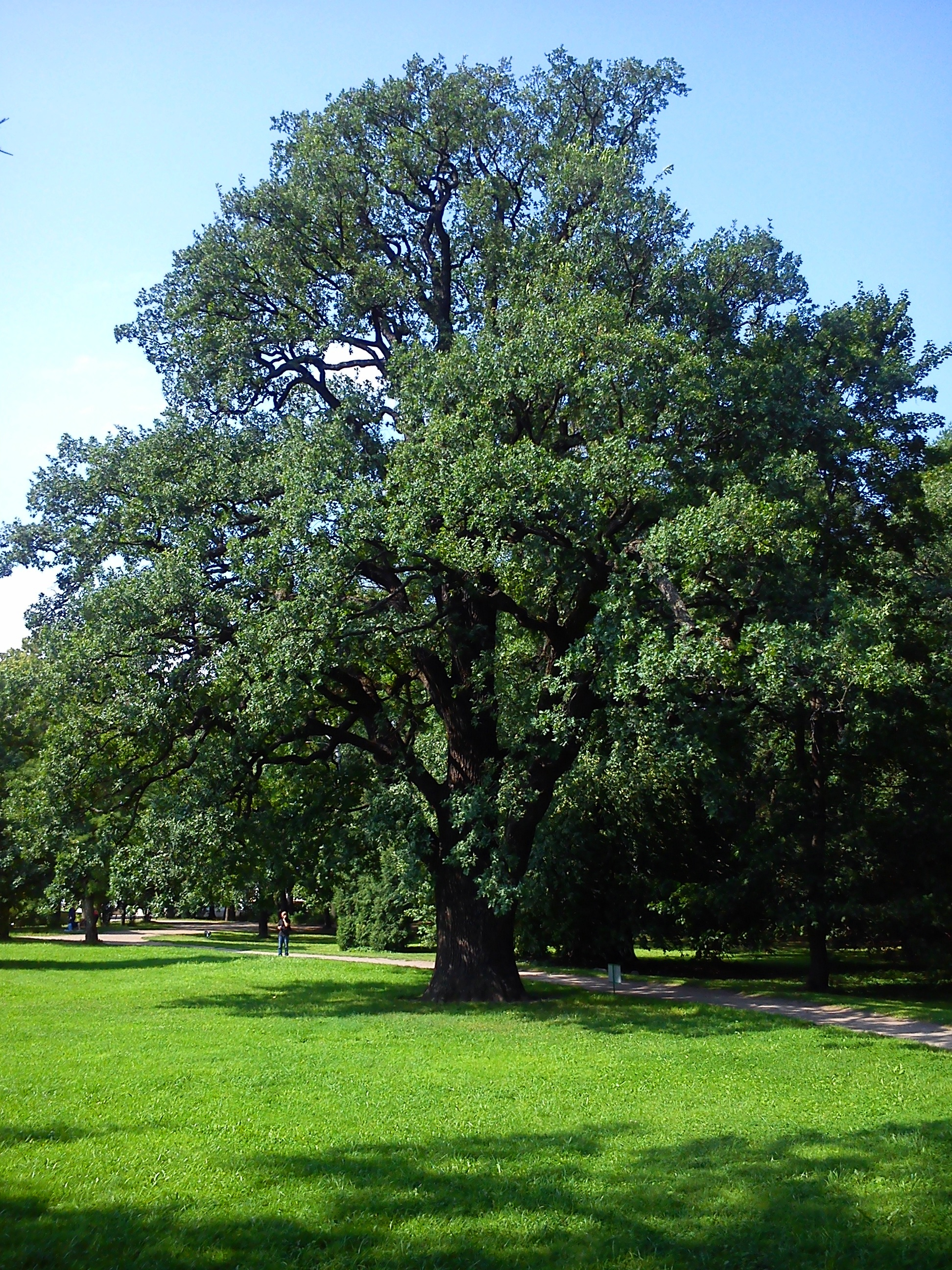
Дуб на Елагином острове в Санкт-Петербурге, по преданию, посаженный Петром I
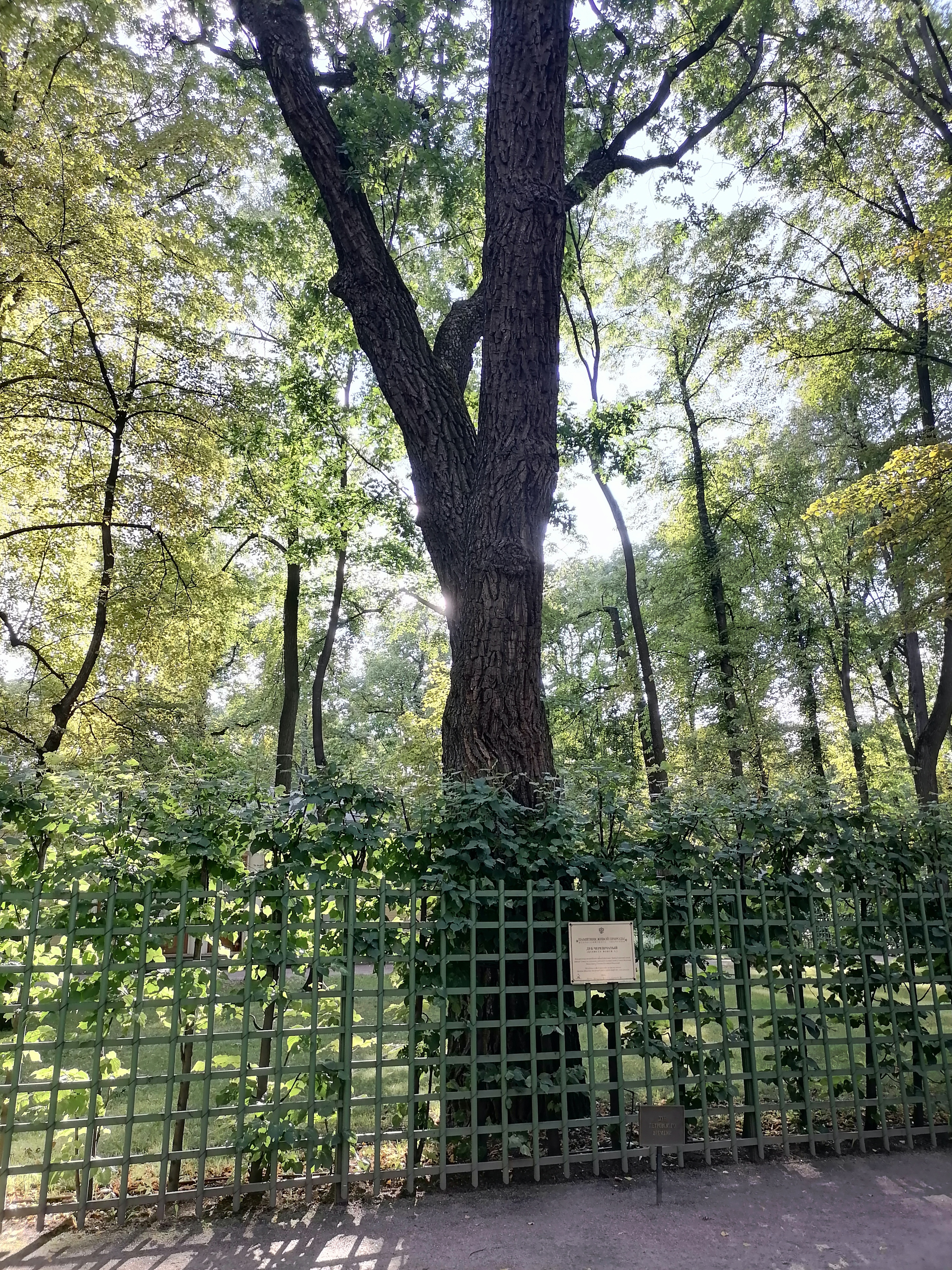
Дуб Петровского времени в Летнем саду Санкт-Петербурга
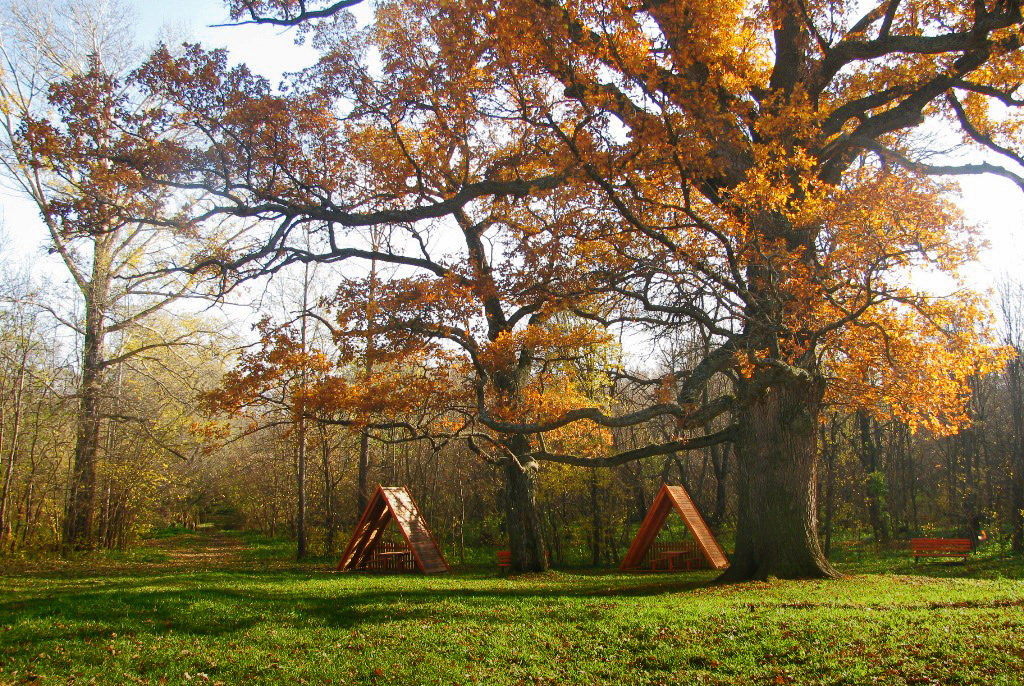
550-летний «Панский дуб» в Яблочкове Шебекинского района Белгородской области
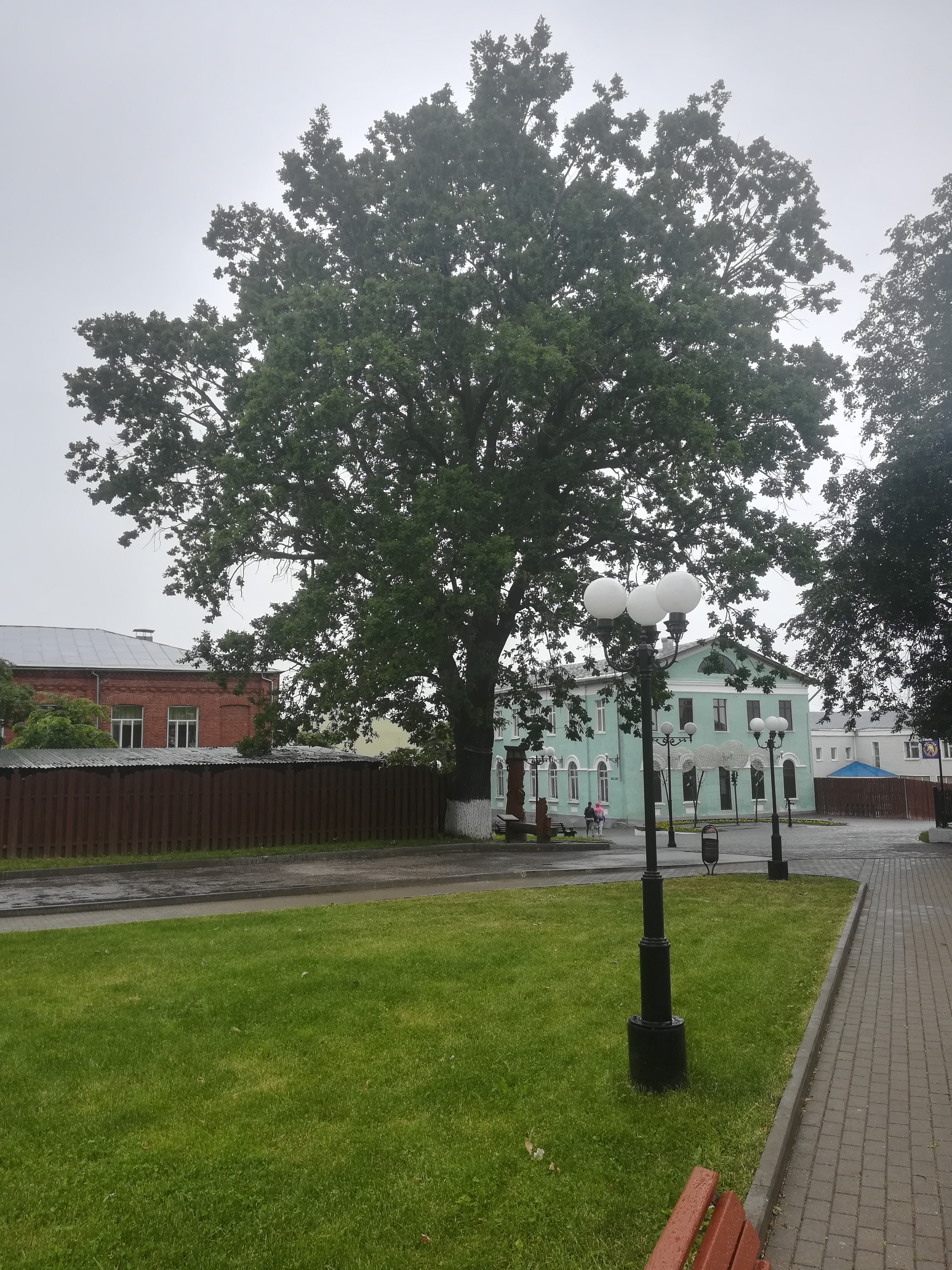
100-летний дуб во Владимире. Памятник живой природы общероссийского значения

## Вредители и болезни

### Патогенные грибы
На дубе черешчатом паразитирует сумчатый гриб Taphrina caerulescens, вызывающий пятнистость и отмирание листьев. Этот гриб встречается и на других видах дуба.
На юго-востоке ареала и в лесополосах Волгоградской области с конца XX века отмечено массовое усыхание взрослых деревьев вследствие поражения другим аскомицетом — Ophiostoma roboris Georg. et Teod.. Может поражаться также мучнистой росой дуба, осенним опёнком и серно-жёлтым трутовиком.

### Патогенные бактерии
На территории Восточной Европы у дуба черешчатого отмечены следующие основные бактериальные заболевания:
- Бактериальная водянка. При этом заболевании кора и древесина быстро (в течение 1–2 сезонов) «мокнут» и отмирают, листья покрываются бурыми пятнами неправильной формы и долго не опадают зимой. Из сильно поражённых стволов выделяется обильная бурая слизь. Возбудитель — Erwinia multivora.
- Поперечный рак. На молодых ветвях образуются эллиптические наросты, со временем увеличивающиеся и часто охватывающие ветвь или ствол по окружности. Заражённые деревья не погибают, но стволы и ветви обламываются по местам поражения. Возбудитель точно не выявлен, чаще всего обнаруживается Pseudomonas quercina[15].

## Химический состав
В коре содержится 10–20 % дубильных веществ пирогалловой группы, галловая и эллаговая кислоты, кверцетин; также присутствует сахар, жиры. В желудях содержится до 40 % крахмала, 5–8 % дубильных веществ, белковые вещества, сахара, жирное масло — до 5 %. В листьях найдены дубильные вещества кверцетин и кверцетрин, а также пентозаны. В древесине содержание танинов составляет 4—6 %.

## Хозяйственное значение и применение
Дуб черешчатый — древесинное, лекарственное, фитонцидное, пищевое, медоносное, красильное, кормовое, декоративное и фитомелиоративное растение.
Кора и древесина дуба являются источником для получения одного из лучших дубителей. Для дубильной промышленности наилучшей считается кора дуба в возрасте 15–20 лет. Поскольку кора его является красивым дубителем, её используют непосредственно как дубильный материал, а из дерева производят дубильные экстракты. На практике основную массу дубильных веществ получают из отходов деревообрабатывающей промышленности, которые составляют обычно не менее 20 %. Имея большую массу, дубовое дерево является одним из основных источников для производства таннидов. Получаемые из дуба первоклассные дубильные экстракты — основа современного дубильного производства.
Древесина дуба имеет красивую окраску и текстуру. Она плотная, крепкая, упругая, хорошо сохраняется на воздухе, в земле и под водой, умеренно растрескивается и коробится, легко колется, стойка против загнивания и домашнего грибка.
Прочная и долговечная древесина дуба издавна используется в судостроении, мебельной промышленности, при сооружении шахтных («рудничная стойка») и гидротехнических сооружений (мостов, мельниц), жилых зданий, для производства паркета, шпал, дверей, рам, для изготовления ободьев, полозков, фанеры и строганого шпона, токарных и резных изделий, деталей конных повозок: дышел, оглобель, разводов, колёс. Древесина дуба не имеет особого запаха, из неё изготовляют бочки под виски, бурбон, коньяк, вино (содержащиеся в дубовой древесине танины придают напиткам своеобразный вкус и аромат), пиво, спирт, уксус, масло.
Древесина дуба также используется для изготовления гробов. Обычай хоронить покойников в деревянных гробах, заимствованный христианством из верований славянских и иных индоевропейских племен, был распространён им почти по всей Северной Европе (как Восточной, так и Западной). Установлено, что на этих территориях в своё время было характерно погребение покойников в колодах, срубах или гробах, изготовленных из различных пород дерева, в том числе и из дуба. В этом отношении древесина дуба уже приобретает в некотором роде ритуальный характер (отсюда пошло шуточное выражение «дать дуба», в смысле «скончаться», «умереть»). Отголоски этих традиций дошли до наших дней в обычной росписи сосновых (или из иной дешёвой хвойной породы) гробов «под дуб».
Особенно ценится в мебельном производстве «морёный дуб». Под воздействием содержащихся в воде солей железа древесина дуба темнеет, упрочняется.
Неделовая древесина дуба идёт на дрова, даёт прекрасное топливо, обладающие высокой теплотворной способностью.
Дуб обыкновенный — весенний пыльценос. Пчёлы собирают на нём много высокопитательной пыльцы, в отдельные годы с женских цветков собирают нектар. Но на дубе часто появляются медвяная роса и падь. В местах, где дуб занимает большие массивы, пчёлы собирают много медвяной росы и пади, из которых вырабатывают непригодный для зимнего поедания падевый мёд. Во избежание массовой гибели пчёл во время зимовки такой мёд откачивают.
Листья дуба содержат пигмент кверцетин, которым в зависимости от концентрации красят шерсть и валяные изделия в жёлтый, зелёный, зеленовато-жёлтый, коричневый и чёрный цвета. Из коры получают светоустойчивый долговечный краситель для ковров и гобеленов.
Жёлуди дуба являются высокопитательным кормом домашних свиней, однако известны случаи отравления желудями (особенно зелёными) других домашних животных. Наиболее чувствительны к отравлению коровы (особенно дойные) и кони, менее чувствительны овцы. Одиночные деревья дуба плодоносят ежегодно, в насаждениях обильное плодоношение повторяется через 4—8 лет, причём на севере ареала реже, чем на юге. Отдельные деревья дают до 40—100 кг желудей. Урожайность желудей в дубовом лесу — 700–2000 кг/га.
Жёлуди, содержащие до 40 % крахмала, истолчённые в муку, в голодные годы добавляли в хлеб; горький вкус из-за большого количества танина ограничивает их пищевое применение.
Жёлуди служат кормом многим диким животным, в том числе промысловым, их используют и для откорма домашних свиней. Нередко в посадках дуба выпасают скот, который наносит большой ущерб нормальному росту и развитию молодых растений.
В старину из болезненных разрастаний на листьях дуба, вызванных галлицами, — «чернильных орешков» — приготовляли чернила.
| |  |  |  |
| Галлы на растениях дуба черешчатого, вызываемые орехотворками (слева направо): Andricus kollari, Andricus fecundator, Andricus grossulariae, Andricus lignicola |  |  |  |

### В медицине
В качестве лекарственного сырья используют кору дуба (лат. Cortex Quercus). Сырьё заготавливают с молодых побегов в период сокодвижения с апреля до июня. Сушат его, разложив тонким слоем в хорошо проветриваемых помещениях, а также на солнце.
Кора имеет вяжущие, противовоспалительные, антисептические и кровоостанавливающие свойства. Отвар коры используют для полосканий полости рта и горла при гингивитах, стоматитах, ангинах, дурном запахе изо рта и при воспалении слизистой оболочки глотки и гортани, в виде ванн, обмываний и компрессов используют для лечения ожогов, обморожений, гнойников и других кожных заболеваний, для ножных ванн при потливости ног, для обмываний кровоточащих геморроидальных узлов, пьют при поносах, дизентерии, при отравлениях алкалоидами и солями тяжёлых металлов, желудочно-кишечных кровотечениях, обильных менструациях.
Свежие измельчённые листья прикладывают к гнойникам и ранам для их заживления.
Высушенные семена дуба, растолчённые в порошок, применяют при заболевании мочевого пузыря, при поносах.
Из желудей изготовляют суррогат кофе, который является не только питательным, но и лечебным средством при желудочно-кишечных заболеваниях, рахите, анемии и золотухе у детей. Он полезен также нервнобольным и при чрезмерных менструальных кровотечениях.
В ветеринарии кору дуба широко применяют как средство против расстройств желудка.

### В зелёном строительстве и декоративном садоводстве
Дуб обыкновенный используют в зелёном строительстве как декоративное и фитонцидное растение при создании пригородных рощ, аллей, куртин, одиночных насаждений в парках и лесопарках. Известны такие декоративные формы дуба обыкновенного: с пирамидальной кроной и формой, у которой листва опадает на 15–20 дней позднее, чём у обыкновенного.
Дуб обыкновенный рекомендуется как главная порода в лесомелиоративных насаждениях, в полезащитных лесных полосах, в противоэрозионных насаждениях по балкам и оврагам, на смытых грунтах. Его можно высаживать вдоль оросительных каналов, поскольку его корневая система не дренирует стенок каналов и не разрушает их покрытия.

#### Садовые формы и культивары
|                                                         |  |  |
| Слева направо: 'Filicifolia', 'Concordia', 'Fastigiata' |  |  |

## Сбор, переработка и хранение лесопродукции
Кору дуба обыкновенного для врачебных целей заготовляют преимущественно во время сокодвижения (апрель — май), снимая её с молодых ветвей и тонких стволов (до 10 см в диаметре) на лесосеках или рубках ухода. Чтобы снять кору, через каждые 30 см делают кольцевидные надрезы, которые соединяют продольными разрезами, после этого кора легко снимается. Сушат под навесом с хорошей вентиляцией. Выход сухого сырья 40–50 %. Сухую кору пакуют в тюки весом по 100 кг. Сохраняют в сухом, хорошо проветриваемом помещении. Срок хранения пять лет.
Плоды дуба (жёлуди) собирают осенью под деревьями после опадания. Сушат на чердаках под железной крышей или под навесами с хорошей вентиляцией, расстилая в один слой на бумаге или ткани и периодически перемешивая. Досушивают в печах, на печах или в сушилках. Жёлуди очищают от кожистого оплодия и семенной кожуры. Сырьё состоит из отдельных семядолей. Его пакуют в мешки по 60 кг. Сохраняют в сухих, хорошо проветриваемых помещениях. Срок хранения не установлен.
Сырьём для получения дубильных экстрактов из дерева дуба являются пеньки, корни, а также отходы лесозаготовок и деревообрабатывающей промышленности в виде поленьев в коре или без коры. Для дубления шкур кору дуба заготовляют с молодых деревьев (до 20-летнего возраста). На более старых деревьях образуется корка, которая совсем непригодна и даже вредна при использовании её для дубления. Заготовлять кору можно в любую пору года, но лучше в период сокодвижения (апрель — май) во время основных рубок и рубок ухода. Снятую со стволов и ветвей кору сушат под навесом с хорошей вентиляцией. Относительная влажность сухой коры не должна превышать 16 %.

## Заготовка посевного материала
Время созревания и сбора семян — сентябрь — октябрь. Предельная длительность хранения (без специального оборудования) — 1 год. Оптимальными условиями для хранения желудей до весны являются 0 градусов Цельсия в проветриваемом помещении или прикопкой под снег.